# Игуманија Варвара (Радосављевић)
Варвара Радосављевић (Причевић код Ваљева, 21. новембар 1939 — Манастир Беочин, 19. јун 2024) била је монахиња Српске православне цркве и игуманија Манастира Беочина.

## Биографија
Игуманија Варвара (Радосављевић) је рођена 21. новембара 1939. у Причевићу код Ваљева, од побожних и благочестивих родитеља. Основно образовање стекла је у родном месту. Њене биолошлке сестре монахиње су Манастира Беочина мати Марина и Екатерина.
Монашки пут започиње заједно са својом сестром Екатерином 1950. године када долазе у Манастир Ћелије код Ваљева, као искушеница код игуманије Саре Ђукетић. Замонашена је 1965. године у Манастиру Беочину на Фрушкој гори, добивши монашко име Варвара. Затекле су пустош, у манастиру није било прозора, ни врата, чак ни пута. Данас залагањем игуманија Екатерине и Варваре, овај манастир изгледа као рајски врт, у којем царује мир и тишина и у коме борави сестринство од 20 монахиња.
Одлуком епископа сремскога господина Василија (Вадић), након упокојења старешине манастира игуманије Екатерине (Радосављевић), 20. новембра 2019. године постављена је за игуманију Манастира Беочина.